# Purity Chepkirui
Purity Chepkirui (* 14. Februar 2003) ist eine kenianische Leichtathletin, die sich auf den Mittelstreckenlauf spezialisiert hat. 2024 wurde sie Crosslauf-Weltmeisterin in der Mixed-Staffel.

## Sportliche Laufbahn
Erste internationale Erfahrungen sammelte Purity Chepkirui im Jahr 2021, als sie bei den U20-Weltmeisterschaften in Nairobi in 4:16,07 min die Goldmedaille im 1500-Meter-Lauf gewann. Im Jahr darauf gewann sie dann bei den Afrikameisterschaften in Port Louis in 4:16,28 min die Silbermedaille hinter ihrer Landsfrau Winny Chebet. Anschließend gewann sie bei den U20-Weltmeisterschaften in Cali in 4:07,64 min die Bronzemedaille und im November siegte sie in 29:08 min beim Cross Internacional de San Sebastián. 2023 schied sie bei den Weltmeisterschaften in Budapest mit 4:04,51 min in der ersten Runde aus und im Jahr darauf siegte sie bei den Crosslauf-Weltmeisterschaften 2024 in Belgrad in 22:15 min gemeinsam mit Reynold Kipkorir Cheruiyot, Virginia Nyambura und Kyumbe Munguti in der Mixed-Staffel.
2022 wurde Chepkirui kenianische Meisterin im 1500-Meter-Lauf.

## Persönliche Bestzeiten
- 800 Meter: 2:03,33 min, 5. März 2022 in Nairobi
- 1500 Meter: 4:04,51 min, 19. August 2023 in Budapest